# Igloolik
Igloolik (inuktitut: ᐃᒡᓗᓕᒃ, ibland stavat Iglulik) är ett samhälle i regionen Qikiqtaaluk i norra Nunavut i Kanada. Orten har en folkmängd på 1 682 personer, enligt 2016 års folkräkning. Av dem är en överväldigande majoritet inuiter. Orten ligger på Igloolik Island, som är en av Kanadas nationalhistoriska platser i Foxe Basin nära Melvillehalvön. Namnet "Igloolik" betyder "det finns ett hus här", vilket syftar till husen byggda av torv som ursprungligen fanns på platsen. in Inuktitut Invånarna kallar sig iglulingmiut. Borgmästaren är Lucassie Ivalu. Igloolik Airport ligger nära samhället.